# Chanpurū
Chanpurū (チャンプルー) é um prato refogado de Okinawa, no Japão. É considerado o prato mais representantivo da culinária típica da região.
Chanpurū, geralmente, consiste de tofu combinado com algum tipo de vegetal, carne ou peixe. Frios, como Spam, ovo, moyashi (broto de feijão) e gōyā (melão amargo) são alguns outros ingredientes comuns. O uso de Spam na receita não é muito popular nas outras regiões do Japão; no entanto, é mais comum em Okinawa devido principalmente pela influência histórica da alimentação padrão da Marinha dos Estados Unidos, herança da época da ocupação da ilha. A palavra chanpurū é okinawano para "algo misturado", e é por vezes usada para se referir à própria cultura da região, já que ela é tida como uma mistura entre a cultura tradicional okinawana e as culturas japonesas, chinesa, sul-asiática e estadounidense. O termo vem do Malaio ou Indonésio "campur", que significa "mistura".

## Tipos de chanpurū

### Gōyā chanpurū
Gōyā chanpurū é o tipo mais básico e mais comum de chanpurū. O prato consiste em uma mistura de gōyā (melão-amargo ou melão-de-São-Caetano), ovo, tofu e ou Spam, ou fatias finas de carne de porco. Muitas vezes, esse tipo de chanpurū também inclui vegetais cortados, como cenoura.

### Tōfu chanpurū
Tōfu chanpurū é tofu refogado com legumes variados e Spam, bacon, barriga de  porco finamente cortada, ou atum enlatado. Ao contrário do tofu produzido nas principais ilhas do Japão, o tofu de Okinawa (também conhecido como shima-tofu) é firme, e não se esfacela quando refogado. No entanto, ao preparar a receita, costuma-se macerá-lo com as mãos, para que o prato não fique com cubos uniformes.

### Māmina chanpurū
Māmina chanpurū é uma variedade de chanpuru que utiliza moyashi, ou brotos de feijão mungo.

### Fu chanpurū
Fu é um alimento derivado do trigo, feito a partir do glúten do cereal, água e molho de soja, também conhecido como seitan. Também pode-se usar ovos na preparação. O fu é refogado com vegetais e finas fatias de carne ou frios para a preparação dessa variedade de chanpuru.

### Papaya chanpurū
Papaya chanpuru é uma versão do prato em que se usa pedaços de mamão papaya refogado com cenoura e outros vegetais, junto com atum ou carne de porco enlatada, e temperado com sal e molho de soja.

### Sōmen chanpurū
Sōmen (ou somin em Okinawa) é um tipo de macarrão branco e extremamente fino produzido no Japão, similar ao macarrão cabelo de anjo. Ele é refogado levemente no óleo com cebolinha e atum ou frios.